# Evaristo García Torres
Evaristo García Torres (Santo Domingo de la Calzada, 26 de octubre de 1830 – Sevilla, 18 de diciembre de 1902) fue un compositor y maestro de capilla español.

## Vida
Evaristo García Torres nació en Santo Domingo de la Calzada, en La Rioja, el 26 de octubre de 1830, a las cuatro y media de la tarde. Hijo de Manuel García, nacido en Belorado, y Feliciana Torres, de Briones. Su formación musical la realizó como mozo de coro en la Catedral de Burgos, bajo el magisterio de Francisco Reyero, en el Colegio de la Santa Cruz, donde fue admitido en 1839. A los 22 años se ofreció para ocupar algún cargo en la capilla musical de la catedral de Burgos, pero el ofrecimiento fue ignorado.

### Magisterio en Palencia
En 1852, poco después, se desplazó a León para realizar las oposiciones al magisterio, sin éxito, y en marzo de 1853, cuatro meses más tarde, se desplazó a Palencia para examinarse para el cargo de maestro de capilla como único candidato, esta vez con éxito. Finalmente el 16 de febrero de 1854 le fue concedido el beneficio de maestro de capilla de la Catedral de Palencia. El retraso de casi un año llevó a García Torres a plantearse participar en las oposiciones al magisterio de la Catedral de Granada. García Torres escribió al cabildo para agradecerle el gesto:

Evaristo García Torres clérigo de 1ª Tonsura y Colegial mayor en el de Sta. Cruz mozos de Coro de esta Sta. Iglesia Metropolitana a V.S.Y. con el debido respeto que S.M. (q. D.g) se ha dignado nombrarle para el Beneficio, a que va unido el oficio de Maestro de Capilla de la Sta. Iglesia Catedral de Palencia, y al mismo tiempo persuadido de que debe su colocación a la solicitud de V.S.Y., y singulares mercedes, con que le ha favorecido, ofrece respetuosamente a V.S.Y. el Beneficio, dando a V.S.Y. las debidas gracias con vivos deseos de tener ocasión de emplear sus humildes servicios en obsequio de este Iltmo. Cabildo.
Pide tambien a V.S.Y su permiso, para pasar a la ciudad de Sto. Domingo de la Calzada, a fin de consultar, y ponerse de acuerdo con sus Padres en todo aquello, que debe hacerlo un buen hijo en semejantes casos; asimismo le pide, para ir a tomar posesión del sobredicho Beneficio, tan luego como reciba la Rl. Cedula, y para esto necesita ademas que V.S.Y. le de letras testimoniales de vida y costumbres.
Dejo por último a la consideración de V.S.Y. los gastos indispensables, que tiene, que hacer en esta ocasión, y los escasos medios, con que cuenta el exponente, por lo cual A V.S.Y. se suplica se designe concederle su permiso en la forma arriba expresada, darle las letras testimoniales, y favorecerle por lo que tenga conveniente, a lo que estará sumamente agradecido: así lo espera de la conocida bondad de V.S.Y. su humilde subdito O. Ss. Ms. B.
Burgos y febrero 16 de 1854.
Evaristo García Torres

La Catedral de Palencia acababa de pasar casi dos décadas de dificultades económicas —véase desamortización española— que había llevado a no tener maestro de capilla desde Jaime Nadal Acero en 1834. García Torres comenzó por realizar un informe del estado de la capilla de música y reorganizar la música, y, de hecho, se decidió traer músicos y cantores externos, pagándoles 6 reales por función. Juzgó numerosas oposiciones para ocupar los cargos de nuevos instrumentistas. Hacia 1858 las cuentas del obispo muestran una recuperación y se pudo celebrar la Semana Santa con todos los fastos necesarios, igualmente se hizo con la festividad de San Antolín de 1860. En 1859 fue nombrado Rector del Colegio de Internos, cargo que cumpliría a satisfacción del cabildo.
Parece que no era la intención de García Torres quedarse por mucho tiempo en Palencia, como demuestra el hecho de que incluso antes de partir a su nuevo destino, en 1853, ya se interesase por el magisterio de Granada. A los seis meses de llegar a Palencia se interesó de nuevo por el cargo en Granada. No hay indicios de ello en las actas capitulares, pero las continuadas solicitudes de dispensa para presentarse a oposiciones es un indicador claro. En 1857, tras una nueva convocatoria, el cabildo granadino le permitió hacer los ejercicios en Palencia. Se enfrentó a diez candidatos, entre los que se contaban Francisco Ruiz de Tejada, maestro de la Catedral de Jaén; Bernardo Cartón, maestro de la Catedral de Santander; Hilario Prádanos, maestro de la Catedral de León; y Juan Frallero, maestro de la Catedral de Astorga. Estos tres últimos también realizaron sus ejercicios a distancia. Quedaría ganador el diácono Antonio Martín Blanca. En junio de 1858 se presentó a las oposiciones de la Seo de Zaragoza, sin éxito.

### Magisterio en León
Tras la partida de Hilario Prádanos a Zaragoza en 1859, el cabildo de la Catedral de León convocó las oposiciones, que se celebraron entre finales de 1859 y principios de 1860. Se presentaron Nicolás Alonso Ruiz, presbítero; Juan Frallero, entonces todavía maestro de la Catedral de Astorga; Ramón Miret, maestro de capilla interino en la Catedral de Sevilla; además de Evaristo García Torres. Finalmente García Torres fue nombrado maestro de capilla y beneficiado en León el 13 de abril de 1860. En León tampoco terminó de entenderse con el cabildo, sobre todo en cuestiones de dotación de la capilla, ya que se tuvo que suplir alguno de los instrumentistas por vacancias y ausencias. Solo permanecería en el cargo hasta 1864.

### Magisterio en Sevilla
El 15 de febrero de 1864 falleció el presbítero Antonio Espinosa, dejando vacante un beneficio, que se decidió unir al cargo de maestro de capilla. El 20 de mayo de 1864 se publicaba la convocatoria para las oposiciones, por las que García Torres mostró interés por carta el 19 de junio. Tras un largo intercambio de cartas entre Sevilla y León y la eliminación de dos candidatos —Juan José de S. Juan, sacerdote de Ávila, y Ramón Miret, maestro de seises en Sevilla, el mismo que García Torres había vencido en León—, García Torres fue el único candidato restante para la plaza. El 14 de julio de 1864 se realizaron las pruebas, que consistieron en: la primera en una composición de cinco versículos del salmo 136, «unos a cuatro y ocho voces con gran orquesta, otros a tres voces acompañados de clarinetes, trompas y fagotes, y otro a voces solas», todo en 24 horas; la segunda en una fuga a cuatro voces con acompañamiento de órgano y otra a ocho voces reales en dos coros, en diez horas; la tercera en la composición de un motete a voces solas de no menor de cincuenta compases, también en 10 horas; y finalmente la cuarta fue la composición de dos antífonas y un himno gregoriano, además de una breve memoria o programa para enseñar composición, todo ello en dos horas. En opinión del jurado:

De las calificaciones de los cuatro ejercicios verificados se deduce, que el opositor posee grandes conocimientos en armonía, contrapunto, imitación y fuga; que conoce la tesitura y estructura de las voces e instrumentos; que escribe con corrección, unidad, variedad y simetría; que lo ejecuta con facilidad, que está adornado de una imaginación viva y brillante y de las demás dotes que adornan para que le consideremos muy digno de que se le confiera la plaza de Maestro de Capilla de esta insigne Iglesia Catedral, cuyos actos de oposición ha efectuado de una manera tan brillante y halagüeña.
Sevilla 25 de Julio de 1864.
Eugenio Gómez, Ramón Miret, Franco. J. Rodríguez

El 12 de octubre de 1864 tomaba posesión del cargo y el 17 de octubre se le concedió la colación. La ceremonia se describe de la siguiente manera:

En su virtud sali de la Sala Capitular y acompañe a D. Evaristo Garcia de Torres hasta el Coro, y habiéndole hecho sentar en una de las sillas del izquierdo destinadas a los de su clase dije en voz alta,, el Ilmo. Sr. Dean y Cabildo de esta Santa Iglesia y en su nombre yo como Secretario damos posesión a D. Evaristo Garcia de Torres Pro. del Beneficio de esta Santa Iglesia, con el oficio de Maestro de Capilla en que ha sido elegido por el Ilmo. Cabildo, estando vacante por defunción de D. Antonio Espinosa y en señal de que la toma quieta y pacificamente se arrojan algunas monedas al publico, siendo testigos, D. Eusebio Velasco y Colegiales celadores de esta Santa Iglesia. Seguidamente volvi a la Sala Capitular y en virtud de orden del Sr. Presidente entro el nuevo Beneficiado, y puesto de rodillas delante de la Cruz, que esta en la mesa de Secretaria, y colocadas las manos sobre un misal, dije,, Jura V. a Dios y por los Santos Evangelios creer y defender el Misterio de la Concepcion en gracia de Maria Santisima como uno de los dogmas de nuestra Sacrosanta Religion, obedecer los acuerdos capitulares y levantar las cargas de su Beneficio, Y habiendo dicho si juro, se retiró haciendo las debidas venias, y termino de que certifico.
Actas capitulares de la Catedral de Sevilla, n.º 315 (2), fol. 59v.

En Sevilla, García Torres tuvo que lidiar con la inestabilidad de los últimos años del reinado de Isabel II. Desde la primera mitad del siglo XIX la capilla de música hispalense había ido perdiendo músicos y reajustando las plazas. Los diferentes planes para la reforma y supervivencia de la capilla tuvieron que ser asumidos por García Torres. Consiguió a base de esfuerzo y entrega, inclusive la aplicación de su propio dinero, mantener el funcionamiento digno de la capilla de música.
Durante los 30 años de su servicio residiría en el Colegio de San Miguel. Fue profesor de Joaquín Turina a quien enseñó composición y de Manuel Font Fernández de la Herranz.
Durante la etapa final de su magisterio en Sevilla consiguió la ayuda de un maestro de seises que le apoyaría en la educación de los seises. El 5 de junio de 1895 se leyó una solicitud de jubilación de García Torres en el capítulo hispalense, que le fue concedida en octubre de 1895. Sin embargo, el cabildo siguió dándole todas las responsabilidades. De hecho, el 15 de enero de 1901 el cabildo se quejaba a García Torres del mal estado de la capilla de música y le exigía un plan de mejora, a lo que el maestro respondió en 11 de febrero recordando al cabildo que estaba jubilado y que por lo tanto no tenía obligación ninguna de cumplimiento de las cargas del beneficio. Poco después, García Torres se disculpaba frente al cabildo y aceptaba las solicitudes acordadas. El maestro continuó teniendo problemas con el cabildo y los músicos hasta que el 13 de febrero de 1902 llegan las primeras noticias de que ya no está al frente de la capilla de música, ausente por enfermedad, el tenor se encargó de la interinidad. Evaristo García Torres fallecería en Sevilla el 18 de diciembre de 1902, a la una y treinta de la tarde.

## Obra
Escribió numerosas obras musicales de carácter religioso, entre ellas misas, motetes, responsorios y antífonas, también Bailes de Seises que se continúan interpretando en determinadas fechas en la Catedral de Sevilla. Publicó el libro Método teórico-práctico de cantollano simplificado, editado en Palencia en 1858.

### Bailes de Seises
Escribió al menos cinco composiciones destinadas al baile que realizan los seises en el altar mayor de la Catedral de Sevilla:
- Himno al Santisimo para coro, violines, flautas, trompas y órgano (1855). Manuscrito colección Matthias Müller.
- Altísimo Señor (1866).
- Bendito Dios mil veces (1874).
- Oculto entre azucenas (1874).
- Vino que engendra vírgenes (1889).
- Santas hijas de Sión (1898).

## Homenajes
En 1911 Joaquín Turina le dedicó el tercer número de su obra para piano Rincones de Sevilla, titulado Danza de seises en la Catedral.